# F.S. Valdepeñas
El  Club Deportivo F.S. Ciudad del Vino Valdepeñas, conocido por motivos de patrocinio a partir de la temporada 2018/2019 como Viña Albali Valdepeñas es un equipo de fútbol sala de Valdepeñas, Ciudad Real  (Castilla-La Mancha) que juega en la Primera División de la LNFS.
El 12 de mayo de 2014 consigue el campeonato de Segunda B y su segundo ascenso a Segunda División tras una gran temporada. El 14 de abril de 2018 consiguió, por primera vez en su historia, el ascenso a la primera división de la Liga Nacional de Fútbol Sala, tras vencer al UMA Antequera, y terminando el campeonato subcampeón de Liga, por detrás del filial charcutero.
En su primer año en la Liga Nacional de Fútbol Sala, tras una primera complicada temporada, el 27 de abril de 2019 en el último partido frente al Naturpellet Segovia consigue la permanencia. A partir de ahí, en las siguientes 5 temporadas, se clasificó de forma consecutiva al playoff de liga. Hasta la temporada 2024/25, donde tras una sucesión de malos resultados, acompañados por hasta dos cambios de entrenador, tan sólo fueron capaces de conseguir un décimo puesto en el campeonato.

## Plantilla 2025/2026
| Nacionalidad      | Dorsal | Nombre        | Nombre completo                     | Posición     | Contrato |
| ----------------- | ------ | ------------- | ----------------------------------- | ------------ | -------- |
| Bandera de España | 1      | Borja Puerta  | Borja Puerta Sánchez                | Portero      | 2027     |
| Bandera de Brasil | 29     | Vandeson      | Vandeson Manuel Pereira da Silva    | Portero      | 2026     |
| Bandera de España | 5      | Boyis         | Antonio Manuel Sánchez Tienda       | Cierre       | 2026     |
| Bandera de Brasil | 18     | João Silveira | João Victor César Ferreira da Silva | Cierre       | 2027     |
| Bandera de España | 6      | Alberto       | Alberto García Delgado              | Ala - Cierre | 2026     |
| Bandera de Brasil | 15     | Sinésio Jr    | Sinésio Martins Guimarães Júnior    | Ala - cierre | 2026     |
| Bandera de España | 2      | José Mario    | José Mario Cuenca Miranda           | Ala          | 2027     |
| Bandera de España | 14     | Eloy Rojas    | Eloy Rojas Gómez                    | Ala          | 2026     |
| Bandera de España | 16     | Naranjo       | Alejandro Naranjo Lerma             | Ala          | 2027     |
| Bandera de Brasil | 61     | Mateus Torres | Mateus Torres dos Reis              | Ala          | 2027     |
| Bandera de España | 7      | Carrasco      | Jorge Carrasco García               | Pívot        | 2027 + 1 |
| Bandera de España | 77     | Juanan        | Juan Antonio Moraleja Ruiz          | Pívot        | 2027     |
| Bandera de Brasil | 99     | Gustavão      | Gustavo Medeiros de Araujo          | Pívot        | 2027     |

*Integrante del filial
- Entrenador: Marlon Velasco Heras
- 2º Entrenador: Lluc Parera Martínez
- Director deportivo: Lolo Urbano
- Delegado: Rodrigo Megía Campillo
- Entrenador de porteros: Jesús Manuel Migallón
- Prep. Físico: Javier Corrales
- Médico: Dr. José Carlos González Peña

## Trayectoria
| Temporada | Nivel | División             | Grupo | Posición | Puntos | Promoción        | Promoción       | Copa de España | Copa del Rey | Trofeo diputación de Ciudad Real | Trofeo JCCM |
| --------- | ----- | -------------------- | ----- | -------- | ------ | ---------------- | --------------- | -------------- | ------------ | -------------------------------- | ----------- |
| 2002-03   | 4     | Primera Nacional "B" |       | 5.º      |        |                  |                 |                |              |                                  |             |
| 2003-04   | 4     | Primera Nacional "B" |       | 2.º      |        |                  |                 |                |              |                                  |             |
| 2004-05   | 3     | Primera Nacional "A" |       | 2.º      |        |                  |                 |                |              |                                  |             |
| 2005-06   | 3     | Primera Nacional "A" |       | 2.º      |        |                  |                 |                |              |                                  |             |
| 2006-07   | 2     | División de Plata    | A     | 16.º     |        |                  |                 |                |              |                                  |             |
| 2007-08   | 3     | Primera Nacional "A" |       | 7.º      |        |                  |                 |                |              |                                  |             |
| 2008-09   | 3     | Primera Nacional "A" |       | 12.º     |        |                  |                 |                |              |                                  |             |
| 2009-10   | 3     | Primera Nacional "A" |       | 3.º      |        |                  |                 |                |              |                                  |             |
| 2010-11   | 3     | Primera Nacional "A" |       | 4.º      |        |                  |                 |                | 1.ª ronda    |                                  |             |
| 2011-12   | 3     | Segunda División "B" | V     | 5.º      |        |                  |                 |                |              |                                  |             |
| 2012-13   | 3     | Segunda División "B" | IV    | 2.º      |        |                  |                 |                |              |                                  |             |
| 2013-14   | 3     | Segunda División "B" | IV    | 1.º      |        |                  |                 |                | 1.ª ronda    |                                  |             |
| 2014-15   | 2     | Segunda División     |       | 5.º      | 45     | Play-Off Ascenso | 1.ª ronda       |                | 2.ª ronda    |                                  |             |
| 2015-16   | 2     | Segunda División     |       | 3.º      | 54     | Play-Off Ascenso | 1.ª ronda       |                | 1/8 de final |                                  |             |
| 2016-17   | 2     | Segunda División     |       | 6.º      | 45     | Play-Off Ascenso | 1.ª ronda       |                | 1/4 de final |                                  |             |
| 2017-18   | 2     | Segunda División     |       | 2.º      | 60     | Ascenso directo  | Ascenso directo |                | 2.ª ronda    | Campeón                          | Campeón     |
| 2018-19   | 1     | Primera División     |       | 14.º     | 22     |                  |                 |                | 2.ª ronda    | Campeón                          | Subcampeón  |
| 2019-20   | 1     | Primera División     |       | 3.º      | 45     | Play-Off Liga    | Subcampeón      | Subcampeón     | 2.ª ronda    | Campeón                          | Subcampeón  |
| 2020-21   | 1     | Primera División     |       | 8.º      | 47     | Play-Off Liga    | Semifinal       | 1/4 de Final   | 1/4 de Final |                                  | Campeón     |
| 2021-22   | 1     | Primera División     |       | 4.º      | 56     | Play-Off Liga    | Semifinal       | Semifinal      | Subcampeón   | Campeón                          | Campeón     |
| 2022-23   | 1     | Primera División     |       | 7.º      | 45     | Play-Off Liga    | 1/4 de Final    | 1/4 de Final   | 2.ª ronda    | Campeón                          | Subcampeón  |
| 2023-24   | 1     | Primera División     |       | 7.º      | 46     | Play-Off Liga    | 1/4 de Final    |                | 1/8 de Final | Subcampeón                       | Subcampeón  |
| 2024-25   | 1     | Primera División     |       | 10º      | 37     |                  |                 |                | 1/4 de Final | Campeón                          | Subcampeón  |
| 2025-26   | 1     | Primera División     |       |          |        |                  |                 |                |              |                                  |             |

## Otros Equipos
- Viña Albali Valdepeñas B (Tercera División Futbol Sala) Grupo XVI
- Viña Albali Valdepeñas (Juvenil División de Honor Futbol Sala) Grupo IV

## Palmarés
- 1ª Autonómica Femenina (1): 2023/24.
- Subcampeón de Copa del Rey (1): 2021/22.
- Subcampeón de Liga Nacional de Fútbol Sala (1): 2019/20.
- Subcampeón de Copa de España (1): 2019/20.
- Subcampeón de Segunda división (1): 2017/18.
- Segunda División "B" (1): 2013/14.
- Trofeo JCCM (3): 2017/18, 2020/21, 2021/22.
- Trofeo diputación de Ciudad Real (6): 2017/18, 2018/19, 2019/20, 2021/22, 2022/23, 2024/25.